# Font del torrent del Pou
La font del Torrent del Pou és una font de broc amb un petit cóm de soca d'arbre que brolla a la part inferior d'un mur de pedra seca que s'aixeca a la riba dreta del torrent del Pou, al terme municipal de Sant Llorenç de Morunys.
Es troba a uns 400 m de la plaça de la Canal. Per anar-hi cal agafar el carreró que surt del costat nord de la plaça i anar-lo seguint tot baixant cap al torrent del Pou. La font es troba just en el punt on el camí creua el llit del torrent sota una placa indicativa feta amb rajoles de ceràmica.